# 발터 브라운펠스

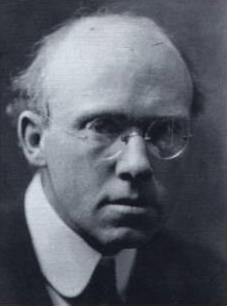

발터 브라운펠스(Walter Braunfels, 1882년 12월 19일~1954년 3월 9일)는 독일의 작곡가, 피아니스트로 프랑크푸르트 출신으로써 부친이 문학인, 번역가로 유명하며, 모친은 루이스 슈포어의 손녀였다.

## 생애
발터 브라운펠스(Walter Braunfels: 1882-1954)는 프랑크푸르트 출신이다. 그에게 처음 음악을 가르쳐준 사람은 어머니였다. 어머니는 작곡가 루이스 슈포르(Louis Spohr)의 증손녀였다. 발터는 프랑크푸르트 음악대학에서 피아노를 전공하여 음악가로서의 길에 접어들었다. 그는 원래 뮌헨대학교에서 법학과 경제학을 공부했다. 그는 어느날 바그너의 ‘트리스탄과 이졸데’를 본후 작곡가가 되기로 결심했다. 20세의 젊은 나이로 비엔나로 가서 위대한 피아니스트인 테오도르 레쉐트츠키(Theodor Leschetizky)로부터 피아노를 배웠으며 그후 뮌헨에서 본격적으로 작곡을 공부했다. 그는 직업 피아니스트로서 많은 연주활동을 했다. 특히 라디오방송에서 피아노 연주 활동을 했다. 이후 쾰른에서 쾰른음악원(Hochschule für Musik Köln)을 설립했다. 그는 1925-33년간 10년 이상을 이 음악원의 원장으로서 후진양성에 심혈을 기울였다. 그러나 나치가 득세하자 원장직을 내놓아야 했다. 브라운펠스는 본인이 순수 독일인였음에도 부모중 한쪽이 유대계였다. 그는 히틀러 치하의 기간동안 일체 공식활동을 하지 못했다. 그러다가 종전이 되자 이 음악원의 원장으로 다시 활동하기 시작했다. 그는 높은 이상의 음악교육을 펼쳐 높은 존경을 받았다.
발터 브라운펠스는 1, 2차 세계대전의 중간에서 많은 활동을 했고 상당한 명성을 쌓았지만 어쩐 일인지 그의 업적은 그가 세상을 떠난후 잊혀지기 시작했다. 그러나 오늘날 그의 작품에 대한 르네상스 운동이 일어난 것은 다행한 일이다. 아리스토파네스(Aritophanes)의 소설에 기본을 둔 오페라 Die Vögel(새들)의 리바이벌은 성공적이었다. 브라운펠스의 음악은 독일 고전적 낭만주의 전통을 따른 것이다. 그의 관현악곡 중 '베를리오즈의 주제에 의한 환상적 환영'은 위대한 작품으로 구조적으로는 슈트라우스의 돈키호테와 같다는 평을 받은 것이다. 브라운펠스는 여러 장르의 작품을 남겼다. 오페라 뿐만 아니라 가곡, 관현악곡, 실내악곡, 피아노 작품등이다. 브라운펠스는 1954년 쾰른에서 세상을 떠났다.

## 작품목록

### 오페라
- 브람빌라 공주 (Prinzessin Brambilla) Op.12 (1909년)
- 익살꾼 (Ulenspiegel) (1913년)
- 새들 (Die Vögel) Op.30 (1920년)
- 초록 바지의 돈길 (Don Gil von den grünen Hosen) Op.35 (1924년)
- 유리산 (Der Gläserne Berg) (1929년)
- 갈라테아 (Galathea) (1929년)
- 성모영보 (Verkündigung) Op.50 (1933년)
- 인생의 꿈 (Der Traum ein Leben) Op.51 (1937년)
- 잔 다르크 (성 요한나의 생애의 장면) (Jeanne d'Arc, Szenen aus der Leben der Heiligen Johanna) (1943년)
- 마법사의 제자 (Der Zauberlehrling) (1954년)

### 성악곡
- 요한의 계시 (Offenbarung Johannis) Op.17 (1919년)
- 테 데움 Op.32 (1920년)
- 대미사곡 Op.37 (1923년)
- 수난 칸타타 (Passionskantate) Op.54 (1936년)
- 부활의 경기 (Spiel von der Auferstehung) Op.72 (1954년)

### 관현악곡
- 오래된 프랑스 동요에 의한 교향적 변주곡 Op.15 (1909년)
- 아리엘의 노래(Ariels Gesang) Op.16 (1910년)
- 세레나데 내림마장조 Op.20 (1910년)
- 사육제 서곡 Op.22 (1911년)
- 베를리오즈 주제에 의한 환상적 환영 Op.25
- 돈 후안 변주곡 Op.34
- 전주곡과 푸가 마단조 Op.36
- 초록 바지의 돈길 조곡 Op.35-1
- 디베르티멘토 바장조 Op.42 (1929년)
- 교향곡 바단조 Op.69 (1948년)

### 협주곡
- 마녀의 축제 (Hexensabbat) Op.8 (1906년) (피아노)
- 피아노 협주곡 가장조 Op.21 (1911년)
- 오르간 협주곡 가단조 Op.38 (1927)
- 스코틀랜드 환상곡 Op.47 (1933) (비올라)
- 낮과 밤의 조각(Tag und Nachtstücke) Op.44 (1933–34년)
- 피아노 소협주곡 올림다단조 Op.64 (1946년)
- 협주교향곡 라단조 Op.68 (1948년)
- 헤브리디스 무곡 (Hebridentänze) Op.70 (1951년) (피아노)

### 실내악곡
- 토카타, 아다지오와 푸가 바단조 Op.43 (1933–1942년) (오르간)
- 현악4중주 1번 가단조 Op.60 (1944년)
- 현악4중주 2번 바장조 Op.61 (1944년)
- 현악4중주 올림바단조 Op.63 (1944년)
- 현악4중주 3번 마단조 Op.67 (1947년)